# Xã Drayton, Quận Pembina, Bắc Dakota
Xã Drayton (tiếng Anh: Drayton Township) là một xã thuộc quận Pembina, tiểu bang Bắc Dakota, Hoa Kỳ. Năm 2010, dân số của xã này là 29 người.